# Sam Brownback
Samuel Dale "Sam" Brownback (sinh 12 tháng 9 năm 1956), nguyên là Thống đốc thứ 46 của tiểu bang Kansas. Một thành viên của Đảng Cộng hòa, ông trước đây từng là một Thượng nghị sĩ đại diện cho Kansas giai đoạn 1996-2011, và là một biểu cho khu vực quốc hội 2 của Kansas giai đoạn 1995-1996. Ông là một ứng cử viên không thành công cho sự đề cử của đảng Cộng hòa trong cuộc bầu cử tổng thống năm 2008, rút lui trước khi bầu cử sơ bộ.